# Caterina Novak
Caterina Novak (Napoli, ...) è un mezzosoprano italiano.

## Biografia
Nata a Napoli, si è trasferita a Roma, dove vive attualmente. Laureatasi in giurisprudenza presso l'Università la Sapienza di Roma e in teologia presso la Pontificia Università salesiana, si è diplomata al Conservatorio T. L. Da Victoria di Roma in canto lirico ed ha vinto numerosi concorsi nazionali ed internazionali.

### Carriera
Ha conseguito al Teatro dell'Opera di Roma il premio internazionale alla carriera "Mario Lanza", ed il premio "Renata Tebaldi" quale migliore interprete mezzosoprano. 
I suoi ruoli spaziano dal barocco, alla liederistica fino al Novecento. Ha in repertorio ruoli in molte opere liriche, come Carmen, Amneris in Aida, Azucena ne Il trovatore e Ulrica in Un ballo in maschera, sia ruoli virtuosistici come Rosina ne Il barbiere di Siviglia, Melibea in Il viaggio a Reims e Dorabella in Così fan tutte.
Nota in Italia e all'estero per il suo timbro brunito ed omogeneo, collabora con numerose istituzioni liriche e riviste in qualità di critico musicale. È stata docente di canto ed arte scenica presso l'Accademia Internazionale "Vissi d'arte, vissi d'amore" che ha sede in Roma. Ha inciso innumerevoli opere in CD e DVD, alcune di esse "prime mondiali" quali Il Pastor di Corinto di A. Scarlatti (Silvio), i Mori di Valenza (Carmine), il Figliol Prodigo (Nefte), I Promessi Sposi (Signora di Monza) di A. Ponchielli, I normanni a Salerno di T. Marzano (Berta), Gli amici di Gesù (Marta) di A. Zelioli. Collabora con la Compagnia teatrale "Lo Spettacolo continua" per la quale ha inciso vari video musicali e con la Compagnia teatrale Di punto in bianco con cui ha debuttato nello spettacolo Ti ricordi l'Operetta. È infine scrittrice di romanzi tra cui In viaggio con le fate edito da Albatros il Filo 2022 e di poesie pubblicate sull'antologia Ghibli di Aletti editore e Luci Sparse di Pagine editore. 
Ha conseguito l'onorificenza di Cavaliere al Merito della Repubblica Italiana conferitole da Berlusconi e Napolitano nel 2009 per il suo talento artistico.